# Rhae-Christie Shaw
Rhae-Christie Shaw (* 27. November 1975) ist eine kanadische Radrennfahrerin.
Ihre Karriere als Leistungssportlerin begann Rhae-Christie Shaw als Triathletin. Im Jahr 2010 wurde sie im Ranking von USA Triathlon auf dem dritten Platz geführt. Ab 2011 verlegte sie ihren Schwerpunkt auf den Radsport, wurde Dritte der kanadischen Meisterschaft im Einzelzeitfahren, Dritte im Kriterium und Neunte im Straßenrennen, zudem belegte sie Rang drei in der Gesamtwertung der Tour de Bretagne. Im selben Jahr startete sie bei den Straßen-Weltmeisterschaften in Kopenhagen im Einzelzeitfahren und belegte Platz sieben.
2012 errang Shaw bei den panamerikanischen Radsportmeisterschaften die Silbermedaille im Einzelzeitfahren und wurde Zweite bei den nationalen Straßenmeisterschaften in derselben Disziplin.
In Vorbereitung auf die Olympischen Spiele 2012 kündigte sie ihre Stelle bei Microsoft, um sich ganz dem Sport zu widmen. Letztlich wurde sie zu ihrer Enttäuschung nicht nominiert.